# Vi är inte gifta!
Vi är inte gifta! (eng: We're Not Married!) är en amerikansk episodfilm och romantisk komedi från 1952 i regi av Edmund Goulding. I huvudrollerna ses Victor Moore, Ginger Rogers, Fred Allen, Marilyn Monroe, David Wayne, Eve Arden, Paul Douglas, Eddie Bracken och Mitzi Gaynor. Bland övriga roller märks Louis Calhern, Zsa Zsa Gabor, James Gleason, Paul Stewart och Jane Darwell.

## Rollista i urval
- Victor Moore - Melvin Bush, fredsdomare
- Ginger Rogers - Ramona Gladwyn
- Fred Allen - Steve Gladwyn
- Marilyn Monroe - Annabel Jones Norris
- David Wayne - Jeff Norris
- Eve Arden - Katie Woodruff
- Paul Douglas - Hector Woodruff
- Eddie Bracken - Willie Fisher
- Helene Stanley - Mary
- Mitzi Gaynor - Patricia 'Patsy' Reynolds Fisher
- Louis Calhern - Freddie Melrose
- Zsa Zsa Gabor - Eve Melrose
- James Gleason - Duffy
- Paul Stewart - advokat Stone
- Jane Darwell - Mrs. Bush
- Lee Marvin - Pinky
- Gloria Talbott - flicka i drömsekvens
- Richard Buckley - Mr. H.D. Graves, radioproducent